# Medalla del Rei de Sud-àfrica 1901-1902
La Medalla del Rei de Sud-àfrica (anglès: King's South Africa Medal; abreujat KSA) és una medalla de campanya britànica, creada el 1902 pel Rei Eduard VII, per ser atorgada a totes les tropes que van servir a la Segona Guerra Boer el o després de l'1 de gener de 1902, i completés 18 mesos de servei abans de l'1 de juny de 1902.
No s'atorgava mai sola, sinó que es feia amb la Medalla de la Reina de Sud-àfrica.
La Medalla del Rei s'atorgava només a aquelles tropes que lluitaven el 1902 i que havien servit durant 18 mesos, els quals no calia que fossin seguits. Això comportava que el receptor havia d'haver servit com a mínim des de desembre del 1900 (és a dir, abans de la mort de la reina Victòria). És per això que va ser una medalla de concessió escassa, car la majoria dels participants només qualificaven per la Medalla de la Reina.
Té dues barres: 
- Sud-àfrica 1901 – als homes en servei durant 1901
- Sud-àfrica 1902 – als que van servir durant 1902

Les infermeres qualificades per a la medalla, però no per a les barres, eren les úniques que la rebien sense barra.
Aquells qualificats per a les barres 1901 i 1902, però no per a la Medalla del Rei de Sud-àfrica, rebien les barres amb la Medalla de la Reina de Sud-àfrica.

## Receptors
Fins i tot pel servei continuat, un receptor hauria hagut de servir des de l'1 de desembre del 1900 per tenir 18 mesos de servei abans que la guerra finalitzés el 31 d emaig de 1902. Com a resultat, la majoria dels participants només qualificaven per la condecoració de la Medalla de la Reina. Mentre la majoria es qualificava per a la Medalla del Rei sevint amb l'Exèrcit Britànic, d'altres també la van rebre_
- El servei a bord fora de Sud-àfrica no qualificava, de manera que només la van rebre 31 membres de la Royal Navy.[4]
- Pel 1902, la major part dels contingents dels Dominis havien tornat a casa, amb només 154 medalles concedides a les forces canadenques[2] i unes 200 als neozelandesos.[3]

Un total de 587 infermeres van rebre la medalla sense barra, incloent-ne de 6 neozelandeses.

## Disseny
Una medalla circular de plata, de 36mm de diàmetre. A l'anvers apareix l'efígie del Rei Eduard VII, amb uniforme de Mariscal de Camp, mirant a l'esquerra, amb la llegenda al voltant EDWARDVS VII REX IMPERATOR (Eduard VII Rei Emperador). Al revers apareix la figura de Britànnia amb la Union Jack a la mà esquerra i una corona de llorer a la dreta. Al fons a la dreta apareixen tropes marxant cap a la costa, i a l'esquerra apareixen dos vaixells de guerra. A la part superior apareix la llegenda SOUTH AFRICA (Sud-àfrica).
Penja d'una cinta de 32mm d'ample, amb 3 franges d'igual amplada: (d'esquerra a dreta) verd clar, blanc i taronja.